# Warwick (entreprise)
 (mars 2022).
Si vous disposez d'ouvrages ou d'articles de référence ou si vous connaissez des sites web de qualité traitant du thème abordé ici, merci de compléter l'article en donnant les références utiles à sa vérifiabilité et en les liant à la section « Notes et références ».
Pour les articles homonymes, voir Warwick.
Warwick est un fabricant allemand de guitares basses et d'amplificateurs pour basses. Les basses Warwick sont reconnues par la communauté des bassistes pour leurs bois exotiques, leur son particulier (« The Sounds of Wood ») et la qualité de leur électronique.

## Historique
Warwick est fondée en septembre 1982 à Erlangen, en Bavière, par Hans-Peter Wilfer. Hans-Peter est le fils de Fred Wilfer, le fondateur de Framus, entreprise de fabrication de guitares dans laquelle il y avait occupé un poste, avant sa fermeture dans les années 1970. En 1995, l'entreprise s'installe dans la Saxe à Markneukirchen (Vogtland) afin de capitaliser sur l'image de marque de la région en matière de fabrication d'instruments de musique, et pour relancer la marque de lutherie Framus.

## Guitares basses
Warwick propose plus de vingt modèles de basses. En 2002, Warwick introduit la ligne RockBass, fabriquée en Asie, offrant ainsi une alternative plus abordable aux modèles réputés fabriqués en Allemagne (Corvette, Streamer, Fortress, et Vampyre).

## Galerie

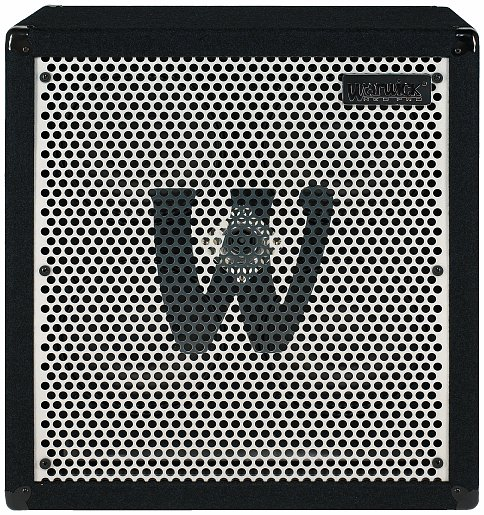
Un ampli de la marque.
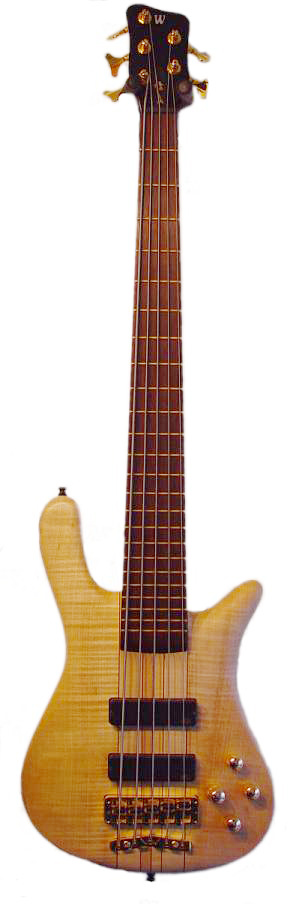
Une Streamer à cinq cordes.
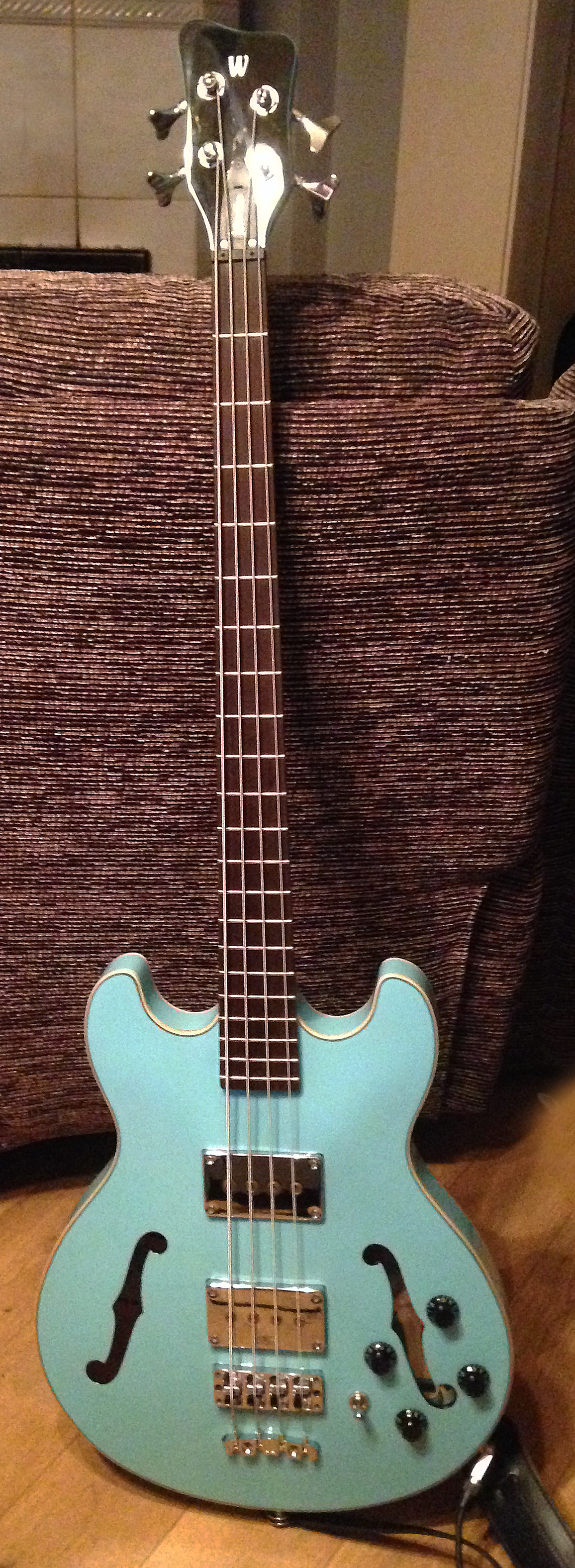
Une Star Bass (SB).